# Knaudl
Der Knaudl ist ein 2936 m ü. A. hoher Berg im Muntanitzkamm der Granatspitzgruppe im Norden Osttirols. Der Berg wurde erstmals vor 1894 von M. von Prielmayer mit einem Führer bestiegen.

## Lage
Der Knaudl liegt im Nordosten Osttirols und im Nordosten der Gemeinde Matrei in Osttirol bzw. im südlichen Zentrum der Granatspitzgruppe. Nördlich des Knaudl liegt getrennt durch das Graue Törl (2891 m ü. A.) der Kalser Bärenkopf (3079 m ü. A.), im Süden trennt das Schnaggentörl (2836 m ü. A.) den Knaudl von der Aderspitze (2990 m ü. A.). Östlich des Knaudl erstreckt sich zwischen Kalser Bärenkopf und Aderspitze das Landeggkees, darunter befinden sich der Talschluss Lendig sowie ein Staubecken für den Tauernmoossee (Kraftwerksgruppe Stubachtal). Im Westen des Knaudl erstreckt sich das Tal des Landeggbachs, im Osten das Kalser Dorfertal. Nächstgelegene Schutzhütte ist das südöstlich gelegene Kalser Tauernhaus im Kalser Dorfertal. Im Osten führt der Silesia Höhenweg vorbei, der vom Kalser Tauern zum Schwarzsee führt. 

## Aufstiegsmöglichkeiten
Der wenig begangene Knaudl ist von dem nördlich liegenden Grauen Törl oder dem südlich gelegenen Schnaggentörl unschwierig über den Nord- bzw. Südgrat zu erreichen. Der Aufstieg zu den beiden Scharten ist dabei von Westen aus dem Tauerntal möglich. Hier folgt der Aufstieg zunächst dem Landeggbach bis zur Einmündung des Seebachs und danach am Seebach entlang ostwärts bis zum Staubecken Beim See. Vom Seetörl (2300 m ü. A.) können Graues Törl und Schnaggentörl in der Folge weglos erreicht werden. Von Osten können die beiden Scharten ebenfalls weglos aus dem Kalser Dorfertal vom Kalser Tauernhaus erreicht werden. 